# Immanencia
Az immanencia egy filozófiai és teológiai fogalom. A latin immanentia szó jelentése: bennmaradás, benne rejlés.
Az immanencia a transzcendencia általában vett korrelatív (viszonyos) ellentéte. Ami valaminek a határán belül marad, az immanens, ami ezt átlépi, az transzcendens.
A transzcendenciával együtt jelenik meg a buddhista vadzsrajánában (kvintesszencia).

## A filozófiában
Mint filozófiai fogalomnak az az értelme, hogy valami magában a dologban vagy fogalomban benne rejlik, benne van, a természetéből következik. Így beszélünk immanens fejlődésről, melyet nem külső körülmények határoznak meg, hanem magának a fejlődő dolognak mivolta; immanens okokról, melyek nem kívülről jönnek, hanem a dolog belsejéből. (lásd még: determinizmus)
A transzcendentális filozófia megkülönbözteti a tapasztalat kétféle, immanens és transzcendens elvét. A kétféle elvről Immanuel Kant ezt írja: Immanenseknek nevezzük azokat az elveket, melyek alkalmazása teljességgel a lehetséges tapasztalat korlátain belül marad, transzcendenseknek pedig azokat, melyek a kategóriákat áthágják.

## A teológiában
Az immanencia a keresztény szentháromságtanban az isteni személyek egymásban lakozását fejezi ki (immanentia invicem).
A mai teológiai szóhasználatban elsődlegesen azokra a nézetekre vonatkozik az immanencia, amelyeknek csak a Földdel, az e világgal és az emberekkel való törődés áll a hátterében.
Azt a nézetet, amely az örökkévalónak, az igazságnak a forrását és helyét az emberi szellem alkatában gondolja megtalálhatónak, immanensnek nevezik, szemben a transzcendenssel, ami a kívülállót, az emberi tapasztalatot meghaladót jelenti.
Az immanencia egyik fő kérdése az, hogy miképp tükröződik az isteni az emberi lélekben, azaz, ami az emberben isteni.